# Sulfoleen
Sulfoleen of butadieensulfon is een organische zwavelverbinding met als brutoformule C4H6O2S. Het is een witte kristallijne vaste stof met een onaangename geur.

## Synthese
Sulfoleen kan bereid worden uit een cheletrope reactie (formeel een 4+2-cycloadditie) van 1,3-butadieen en zwaveldioxide:

## Toepassingen
Sulfoleen wordt hoofdzakelijk gebruikt voor het in situ genereren van 1,3-butadieen. 1,3-butadieen is een kleurloos gas en onhandig om mee te werken in een laboratorium. Het butadieen kan gevormd worden door eenvoudigweg de oplossing ervan te verhitten, waardoor zwaveldioxide (gas) ontstaat. Die grijpt plaats door middel van een retro-cheletrope reactie. Door verhoging van de entropie is een dergelijke omzetting thermodynamisch gunstig.
Sulfoleen kan katalytisch gehydrogeneerd worden tot sulfolaan, een commercieel interessante verbinding.